# Lycoris rosea
Lycoris rosea är en amaryllisväxtart som beskrevs av Hamilton Paul Traub och Harold Norman Moldenke. Lycoris rosea ingår i släktet Lycoris och familjen amaryllisväxter. Inga underarter finns listade i Catalogue of Life.